# ری‌را (خودرو)
ری‌را (با نام پروژه‌ای K125) یک خودروی شاسی بلند کراس‌اوور تولیدشده توسط خودروساز ایرانی، ایران خودرو است. این خودرو بر اساس سکوی IKP2 ایران خودرو ساخته شده است.
ری‌را در ۸ تیرماه ۱۴۰۱ به عنوان اولین کراس‌اوور ملی به‌طور رسمی توسط مهدی خطیبی مدیرعامل وقت ایران خودرو معرفی شد. این خودرو در سه نسخه مختلف عرضه خواهد شد که نسخه سه کامل‌ترین نسخه و نسخه یک پایه‌ای‌ترین نسخه خواهد بود.

## تاریخچه
ایران خودرو که در دوران برجام امتیاز تولید و سکوی پژو ۳۰۱ و پژو ۲۰۰۸ را گرفته بود، پس‌ازاینکه بر اساس ۳۰۱ سدان تارا را معرفی و تولید کرد، سراغ بازطراحی پژو ۲۰۰۸ رفت تا اولین کراس‌اوور خود را بر اساس این خودرو تولید کند. این ماشین که با کد K125 شناخته می‌شد و بعداً ری‌را نام گرفت، در تیرماه ۱۴۰۱ رونمایی شد.
ثبت‌نام خرید ری‌را از ۲۴ مرداد ۱۴۰۳ آغاز شد. در ۲۴ آذر ۱۴۰۳ اولین سری آن به مشتریان تحویل داده شد. مدل‌های اولیه دارای ایرادهای مونتاژی، کیفیت پایین مواد و مشکلاتی در بخش‌های مختلف از جمله موتور، گیربکس، سیستم تعلیق، برق، بدنه و مونتاژ بود. پس از تغییرات مدیریتی در ایران خودرو، اعلام شد که به‌دلیل اشکالات فنی موجود، تولید ری‌را برای ایجاد اصلاحات در خودرو متوقف می‌شود.
نام طبری این خودرو از شعر نیما یوشیج به نام ری‌را گرفته شده است. در ادبیات و زبان مازندرانی، ری‌را یعنی باران و سمبل سرسبزی و طراوت است. از طرف دیگر در زبان مازنی به پرنده‌ای کوچک و تیزپرواز، ری‌را می‌گویند.

## طراحی
ری‌را از سکوی تارا با کد IKP1 استفاده نمی‌کند بلکه روی سکوی جدید ایران خودرو با کد IKP2 توسعه یافته است. این سکو شبیه سکوی نسل دوم پژو ۲۰۰۸ است.
برای ری‌را ابتدا طراحی کاملاً متفاوت از چیزی که رونمایی شد در نظر گرفته شده بود اما به دلیل تغییرات مدیریتی ایران‌خودرو و عدم رضایت مدیریت جدید از طراحی اول، طراحان ایران‌خودرو دوباره پشت میزهای خود بازگشتند و نمای کاملاً متفاوتی را برای این کراس‌اوور شکل دادند. هرچند این طراحی جدید به نظر برخی از طراحی اولیه زیباتر بوده و مطابق با مد روز شکل گرفته؛ اما در قسمت جلو دارای شباهت با نسل چهارم هیوندای سانتافه است.
با وجود تأکید سازنده بر ملی بودن ری‌را، بخش قابل توجهی از قطعات ظاهری و فنی آن توسط شرکت‌های چینی تأمین شده است. به‌عنوان مثال، جعبه فرمان برقی ری‌را توسط شرکت چینی Zhuzhou ELETE electro mechanical و کلید استارت یا سامانه ورود بدون کلید و استارت دکمه‌ای ری‌را نیز توسط شرکتی به نام paso electronics technology تأمین می‌شود. شرکت WINBO-Dongjian Automotive نیز مسئول تأمین سنسور باز شدن در صندوق عقب ری را با حرکت پا است. داشبورد، کنسول میانی، دریچه‌های هوا و حتی اسپویلر سپر جلو را نیز شرکت‌های چینی تأمین می‌کنند. نام و نشان مشخصی برای این شرکت‌های تأمین کننده قطعات مزبور وجود نداشته و صرفاً عبارت Amott Trading برای اشاره به تأمین‌کننده آن به کار رفته است. ضربه گیر سپر یا جا ابزاری چپ و راست ری‌را نیز توسط چینی‌ها تأمین شود. از Shanghai IK Trading به عنوان تأمین کننده قطعات مزبور یاد می‌شود.

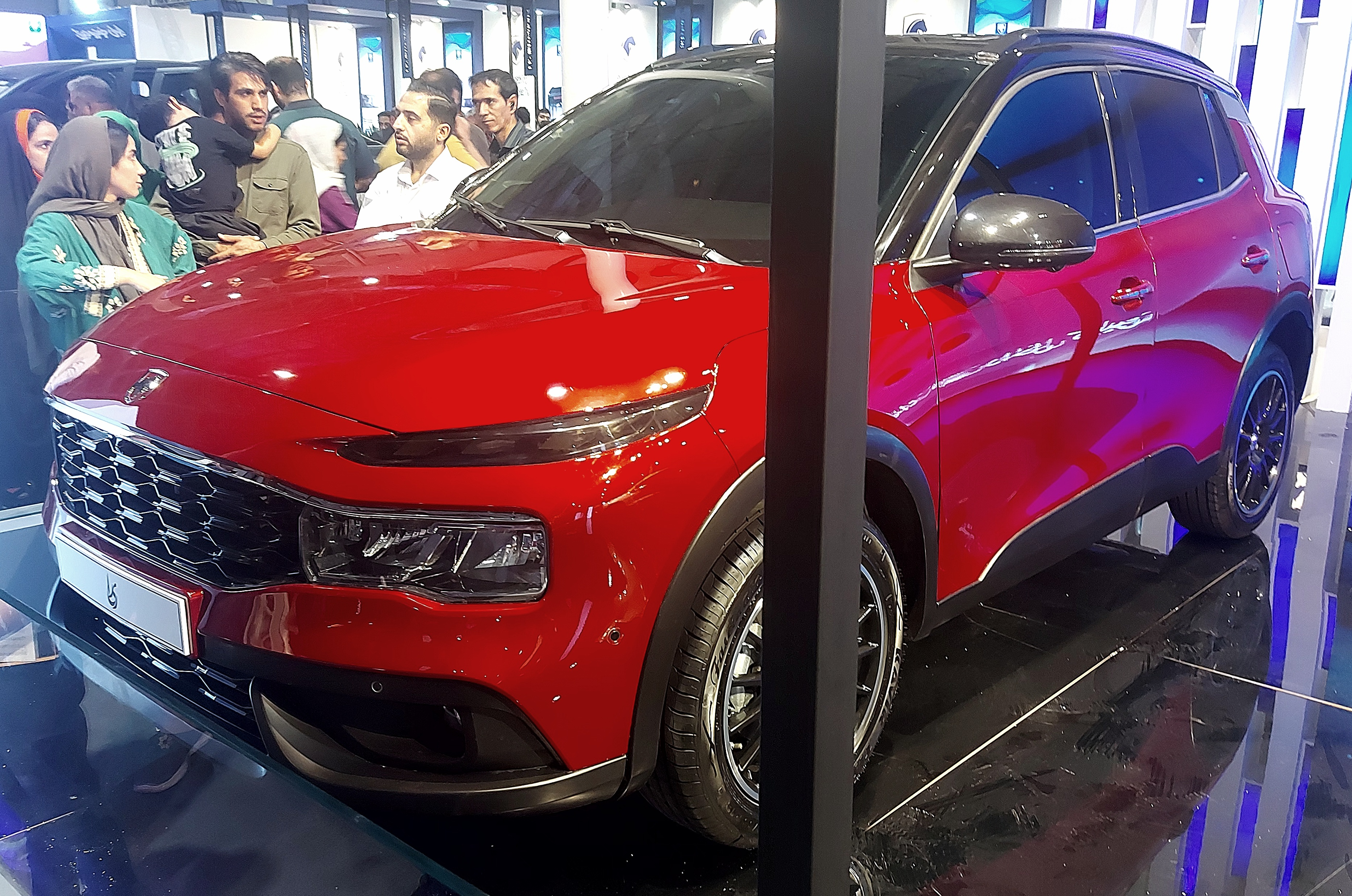
نمای جلو
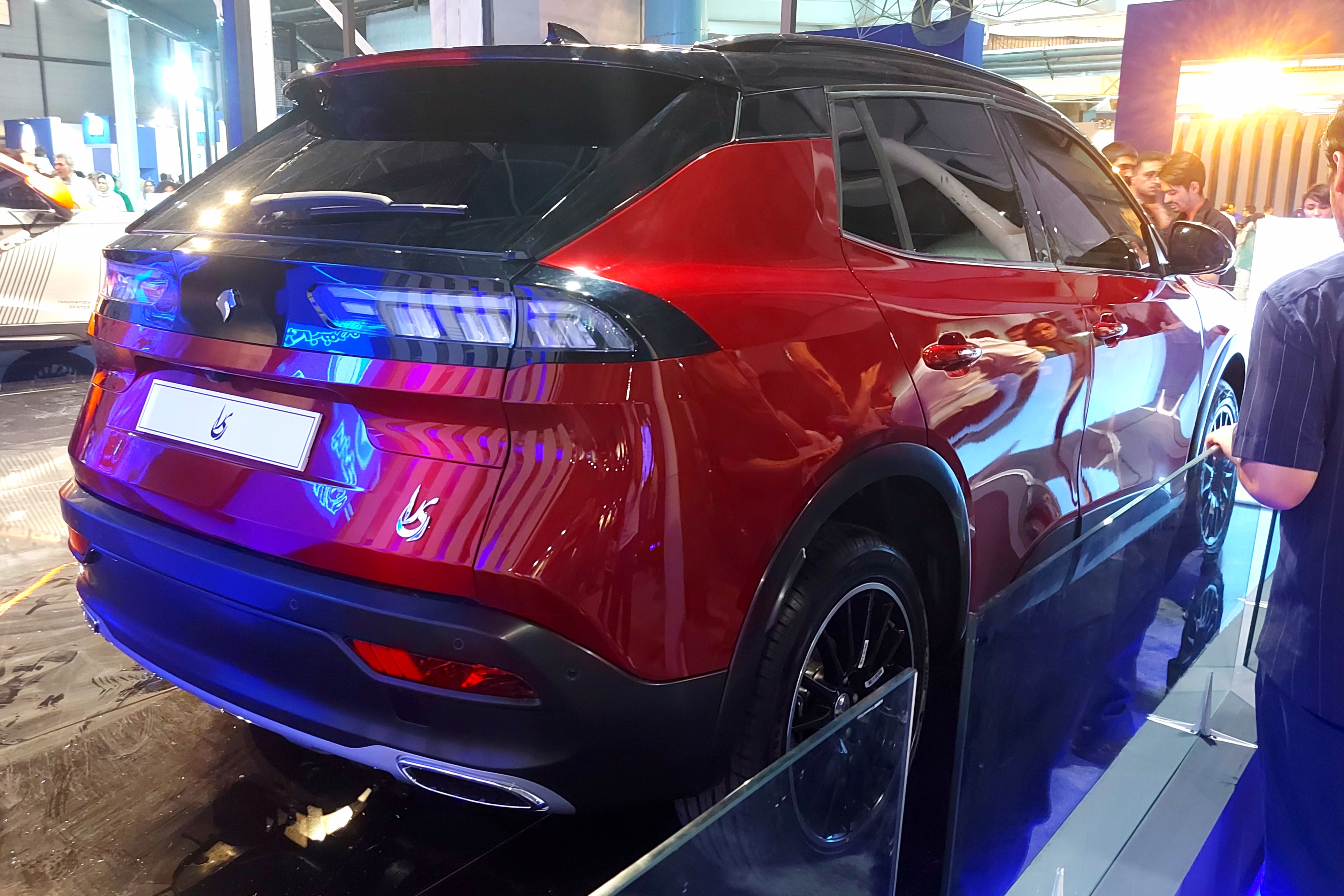
نمای عقب
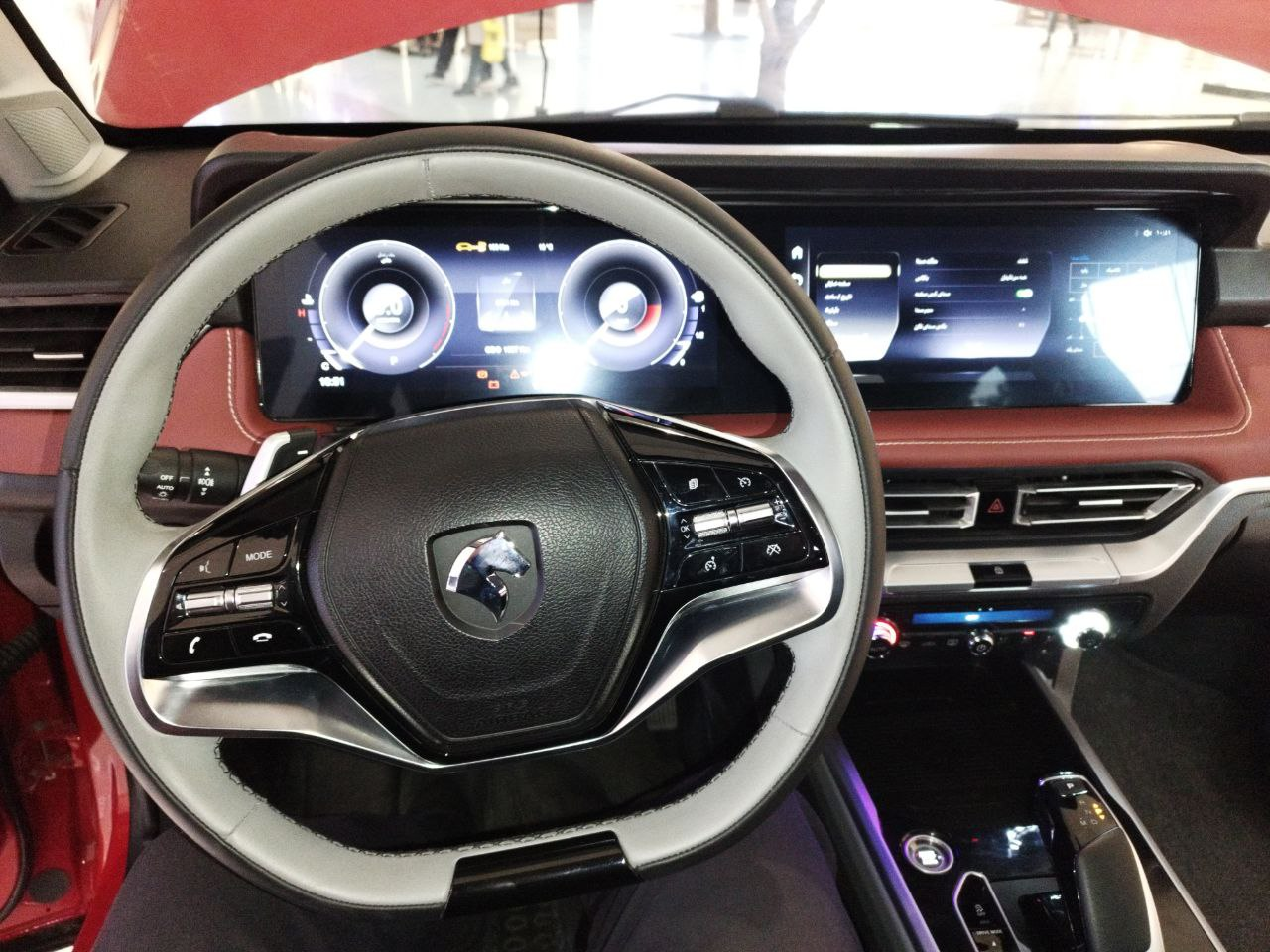
نمای داخلی

## ویژگی‌های فنی و امکانات

### موتور

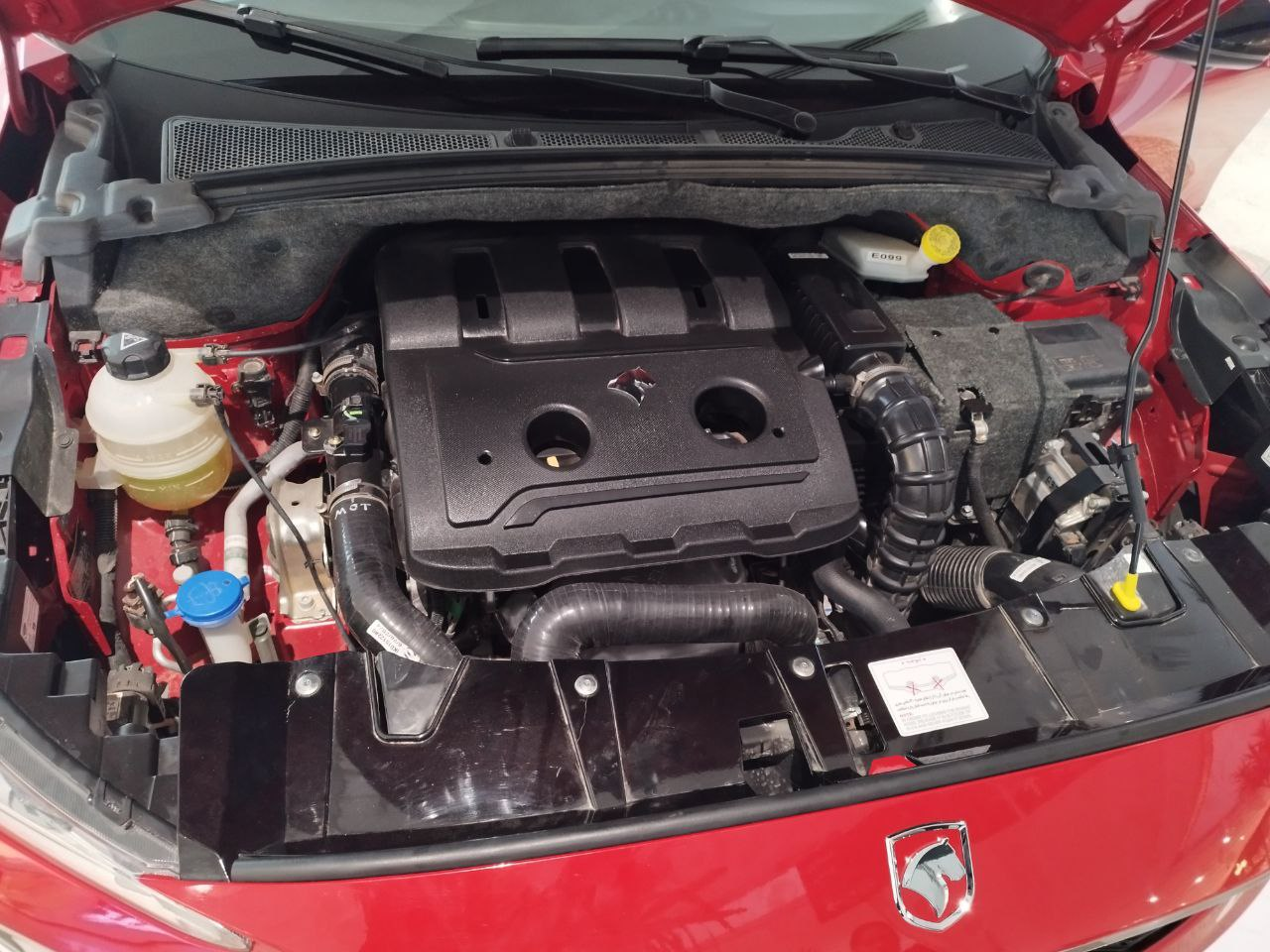
موتور EF7P-TC

این خودرو با موتور ۱٫۷ لیتری EF7P-TC توربوشارژر عرضه می‌شود که قادر به تولید ۱۶۰ اسب بخار و ۲۴۰ نیوتن متر گشتاور است و علاوه بر این خودرو، در دنا جوانان نیز استفاده شده است. این توربوشارژر را شرکتی چینی به نام Vofon تأمین می‌کند. شرکت مزبور در سال ۲۰۱۰ تأسیس شد و از آن زمان تاکنون مشغول توسعه توربوشارژرهای کوچک با راندمان بالا برای انواع پیشرانه تا حجم ۲٫۲ لیتر است.
علاوه بر این قرار است در آینده موتور سه سیلندر IK3-TGDI نیز در ری‌را قرار گیرد. این موتور با ۱۳۰۰ سی‌سی حجم، سه سیلندر خطی توربوشارژر و دو زمان‌بندی متغیر سوپاپ برای دریچه‌های دود و گاز، می‌تواند ۱۵۰ اسب بخار قدرت و ۲۴۰ نیوتن متر هم گشتاور تولید کند.

### جعبه‌دنده
موتور EF7P-TC با گیربکس ۶ سرعتهٔ خودکاری جفت می‌شود که در دنا پلاس توربو اتوماتیک استفاده شده است. این گیربکس که از نسل هفتم شرکت DAE است در ری‌را به افزایش دمای حساس است و با کمی رانندگی تحت فشار حالت مراقبتی را فعال کرده و از قدرت و گشتاور موتور می کاهد. این موضوع در حالی است که در ری‌را در مقایسه با دنا پلاس سیستم خنک کننده جدیدی طراحی شده است. شایان ذکر است که این گیربکس در محصولات برندهای چینی مانند هایما، زوتی، بایک، دانگ فنگ و… استفاده شده‌است.
برای مدل سه سیلندر نیز اخبار حاکی از عرضه یک گیربکس ۷ سرعتهٔ دوکلاچه است.

### امکانات
ری‌را شامل امکاناتی مانند سقف پانوراما، حسگر نور، حسگر باران، چهار کیسه هوا، فرمان کمکی برقی، ترمز پارک برقی، دسته دنده برقی، شارژر بی‌سیم، پیشخوان رقومی، استارت بدون کلید، صفحه کیلومتر دیجیتال، رادار نقطه کور، رادار خط خوان، حسگر فشار باد و دمای چرخ‌ها، چراغ چرخشی (کرنرینگ لایت)، نورپردازی داخل کابین، سنسور پا (کیک سنسور) و در برقی صندوق عقب، گرمکن صندلی‌های جلو و صندلی برقی راننده و … مجهز خواهد بود. همچنین ری‌را با همکاری ستاد توسعه فناوری‌های فضایی و حمل و نقل پیشرفته معاونت علمی ریاست جمهوری به سامانه تماس اضطراری مجهز شده است. علاوه بر این، ری‌را دارای امکانات اضافی از جمله کنترل کشش و پایداری، کنترل توقف در سربالایی، سانروف، تهویه مطبوع اتوماتیک، نمایشگر مالتی مدیا لمسی ۱۲ اینچی، صفحه آمپر دیجیتال ۱۲ اینچ، دوربین عقب و ۳۶۰ درجه، آینه‌های برقی تاشونده و دیلایت می‌باشد.

## ایمنی
از آنجایی که برنامه‌ای برای صادرات گسترده ری‌را به بازارهای اروپایی وجود نداشت، ایران خودرو برنامه‌ای برای تست رسمی یورو ان‌سی‌ای‌پی آن تدارک ندید. با این حال، این خودرو در یکی از مراکز ایمنی کشور اسپانیا تست شد و برآیند امتیازی ۳ تا ۴ ستاره یورو ان‌سی‌ای‌پی برای آن گفته شد.
| بازار | ایران | ایران | ایران | ایران |
| ABS + EBD + BAS | ✔     | ✔     | ✔     | ✔     |
| کنترل پایداری الکترونیکی | ✔     | ✔     |       |       |
| کیسه‌های هوا | ۴     | ۴     | ۴     | ۴     |
| آبی: استاندارد در تمام تیپ‌ها. سبز: فقط در تیپ (های) انتخاب شده، بسته کامل موجود است. زرد: فقط در تیپ (های) انتخاب شده، قابل انتخاب است، یا بسته کامل نیست. قرمز: در تیپ (های) انتخابی موجود نیست، یا تیپ بدون امکانات است. |       |       |       |       |

## نسخه برقی
نسخهٔ برقی ری‌را برای اولین بار در آبان ماه ۱۴۰۲ به نمایش عمومی درآمد. این نسخه با استفاده از موتور برقی با حداکثر توان ۱۶۱ اسب بخار (معادل ۱۲۰ کیلووات) و گشتاور ۳۰۰ نیوتن متر را ارائه می‌دهد. ظرفیت باتری‌های این خودرو ۵۳ کیلووات ساعت اعلام شده که با استفاده از شارژرهای خانگی در مدت زمان حدود ۱۰ ساعت به‌طور کامل شارژ می‌شوند. بر اساس استاندارد NEDC، ری‌را برقی قادر است تا ۴۲۰ کیلومتر را با یک‌بار شارژ طی کند.

## مشکلات

### حواشی کیفیت ساخت و قطعات
خودروی ری‌را به دلیل کیفیت پایین قطعات و مشکلات فنی جدی به شدت مورد انتقاد قرار گرفته است. براساس گزارش‌های منتشر شده، برخی از ضعف‌های این خودرو (مانند عملکرد نادرست سنسورها) می‌تواند به خطرات جانی یا احتمال وجود خطرات جدی مانند قطع انگشتان دست منجر شود. این گزارش‌ها شامل ویدیوهایی از عملکرد نامناسب ری‌را در شرایط مختلف است که ناتوانی این خودرو در تأمین امنیت سرنشینان خود را نشان می‌دهند. با توجه به این مشکلات، تعداد زیادی از کاربران فضای مجازی و کارشناسان صنعت خودرو، خواستار بازنگری در فرایند تولید و افزایش کیفیت این خودرو شده‌اند. پس از تغییرات مدیریتی در ایران خودرو، اعلام شد که به‌دلیل اشکالات فنی موجود، تولید ری‌را برای ایجاد اصلاحات در خودرو متوقف می‌شود.